# SD Villa Nador
Sociedad Deportiva Villa Nador, též používaný název Sociedad Deportiva de Villa Nador, byl španělský fotbalový klub sídlící ve městě Nador ve Španělském protektorátu v Maroku. Klub byl založen v roce 1941. V roce 1956, kdy skončila španělská nadvláda nad severním územím Maroka, klub zaniká.
Největším úspěchem klubu je dvouletá účast ve třetí nejvyšší soutěži (v sezónách 1954/55 – 1955/56). Své domácí zápasy hrál klub na stadionu Estadio Municipal de Nador.

## Historie
Klub byl založen v roce 1941 pod názvem Sociedad Deportiva Villa Nador. V sezóně 1953/54 klub postoupil z regionální soutěže poprvé v historii do Tercera División. Až do nezávislosti severní části Maroka na Španělsku byl klub nejúspěšnějším v regionu Nador.
Villa Nador jako jediný klub v historii reprezentoval region Nador ve španělských nejvyšších soutěžích, v samotném městě pak existovaly do roku 1956 další tři kluby:
- Nador Fútbol Club (založen v roce 1933)
- Villa Nador Club de Fútbol (založen v roce 1942)
- Club Atletico Nadorense Villa Nador (založen v roce 1943)

## Umístění v jednotlivých sezonách
Legenda: Z - zápasy, V - výhry, R - remízy, P - porážky, VG - vstřelené góly, OG - obdržené góly, +/- - rozdíl skóre, B - body, červené podbarvení - sestup, zelené podbarvení - postup, světle fialové podbarvení - přesun do jiné soutěže
| Sezóny  | Liga                        | Úroveň | Z  | V | R | P  | VG | OG | B  | +/- | Pozice |
| ------- | --------------------------- | ------ | -- | - | - | -- | -- | -- | -- | --- | ------ |
| 1954/55 | Tercera División – sk. XIII | 3      | 16 | 6 | 5 | 5  | 24 | 25 | -1 | 17  | 4.     |
| 1955/56 | Tercera División – sk. XIII | 3      | 18 | 6 | 2 | 10 | 29 | 38 | -9 | 14  | 7.     |